# المكالمة (فلم كوري)
المكالمة (بالكورية: 콜) هو فيلم كوري جنوبي لعام 2020، مقتبس من فيلم المكالمة، البريطاني الذي صدر عام 2011، كتبه سيرجيو كاسي. عرض على نتفليكس في تاريخ 27 نوفمبر 2020.

## القصة
يجمعهما أثير الهاتف ومنزل واحد، ويفصل بينهما عشرون عامًا… فهذه القاتلة المتسلسلة تحاول تغير قدرها بوضع حياة امرأة أخرى وماضيها على المحكّ.

## الممثلون
طاقم التمثيل:
- بارك شن هي في دور سيو يون
- جيون جونغ سيون في دور أوه يونغ سوك
- كيم سونغ-ريونغ في أيون أه
- لي إل في دور يونغ سوك
- أوه جونغ سي في دور سيونغ هو
- لي دونغ هوا في دور بايك مي هيون

## الإنتاج
بداء التصوير في 3 يناير 2019 ، وأنتهى في الثاني من شهر أبريل 2019.

## الاستقبال
على موقع تجميع المراجعات روتن توميتوز، حصل الفيلم على نسبة 100 ٪ بناءً على 11 مراجعة نقدية.

## الجوائز
| قائمة الجوائز والترشيحات | قائمة الجوائز والترشيحات | قائمة الجوائز والترشيحات | قائمة الجوائز والترشيحات | قائمة الجوائز والترشيحات | قائمة الجوائز والترشيحات |
| السنة                    | الجائزة                  | الفئة                    | المستلم                  | النتيجة                  | م.                       |
| ------------------------ | ------------------------ | ------------------------ | ------------------------ | ------------------------ | ------------------------ |
| 2021                     | جوائز بايكسانغ للفنون    | أفضل ممثلة (فيلم)        | جيون جونغ سيو            | فوز                      | [ 7 ]                    |

## روابط خارجية
- مقالات تستعمل روابط فنية بلا صلة مع ويكي بيانات